# Корбера Муньос, Мария
Мария Корбера Муньос (исп. María Corbera Muñoz; род. 20 ноября 1991) — испанская гребчиха на каноэ, чемпионка мира 2021 года, четырёхкратная чемпионка Европы, призёр III Европейских игр, призёр чемпионатов мира и Европы, участница летних Олимпийских игр 2024 года.

## Карьера
В 2021 году на чемпионате мира в Копенгагене стала чемпионкой в каноэ-двойках на дистанции 200 метров.
На чемпионате Европы 2022 года в Мюнхене стала победительницей в заездах каноэ-одиночек на дистанции 500 и 5000 метров. В этом же году на чемпионате мира, который состоялся в Канаде, завоевала две медали.
В 2023 году приняла участие в III Европейских играх в Кракове. С этих соревнований привезла две серебряные и одну бронзовую медали. На чемпионате мира в Дуйсбурге в 2023 году трижды становилась второй.
В 2024 году приняла участие в летних Олимпийских играх в Париже. На дистанции 200 метров в каноэ-одиночках выиграла финал В и стала 9-й. В каноэ-двойках в финале А в паре с Антией Хакоме стали шестыми.
В 2025 году приняла участие во взрослом чемпионате Европы, который состоялся в Рачице, Чехия. В первый день медальных стартов в каноэ-четвёрках на дистанции 500 метров стала чемпионкой Европы. На дистанции 500 метров в каноэ-одиночках и на 5000 метров завоевала бронзу и серебро соответственно.